# Zearchaea fiordensis
Zearchaea fiordensis is een spinnensoort uit de familie Mecysmaucheniidae. De soort komt voor in Nieuw-Zeeland.